# Hôpital du Saint-Esprit de Troyes
L'hôpital du Saint-Esprit de Troyes était un hôtel-Dieu situé en France qui appartenait à  l'ordre des hospitaliers du Saint-Esprit.

## Historique
La fondation de Hôtel-Dieu est connu dès juin 1203 en dehors des remparts de Troyes près de la porte de Croncels à qui il a donné son nom. 
C'est l'un des cinq hôtels-Dieu de la ville et l'un des deux dont les bâtiments ont disparu contrairement à l'hôtel-Dieu-le-Comte de Troyes et l'hospice Saint-Nicolas de Troyes. 

### Bâtiments
Ils se trouvaient à toucher la porte de Croncels, hors de la ville et disparurent en 1360 pour être installé en 1417 dans la ville. Les impératifs de défense de la ville obligèrent à raser les bâtiments hors les murs qui pouvaient servir aux assaillants. C'est Jean sire de Toulongeon et de Sennecy, en tant que gouverneur de Champagne qui donnait des maisons rue des Planches pour y installer la communauté.
Le grand feu de 1524 n'a point épargné cette institution et ne fut que lentement relevé, comptant quatorze lits en 1536.
En 1792 les oratoriens qui y faisaient de l'enseignement se voient confisquer les bâtiments qui servent alors d’entrepôts de chanvre, de casernement.

### Personnel
Il avait une communauté d'hommes et une autre de femmes et un seul maître.
Les pères de l'Oratoire de Troyes en eurent la gestion le 16 mars 1620 et en 163O, lors de la refonte des institutions de charité de Troyes, les patients furent orientés vers l'hôtel Dieu-le-Comte pour les femmes âgées et les femmes malades vers l'hôpital Saint-Nicolas.